# Musaceae
Por "musoide" quizás esté buscando Grupo de familias musoides

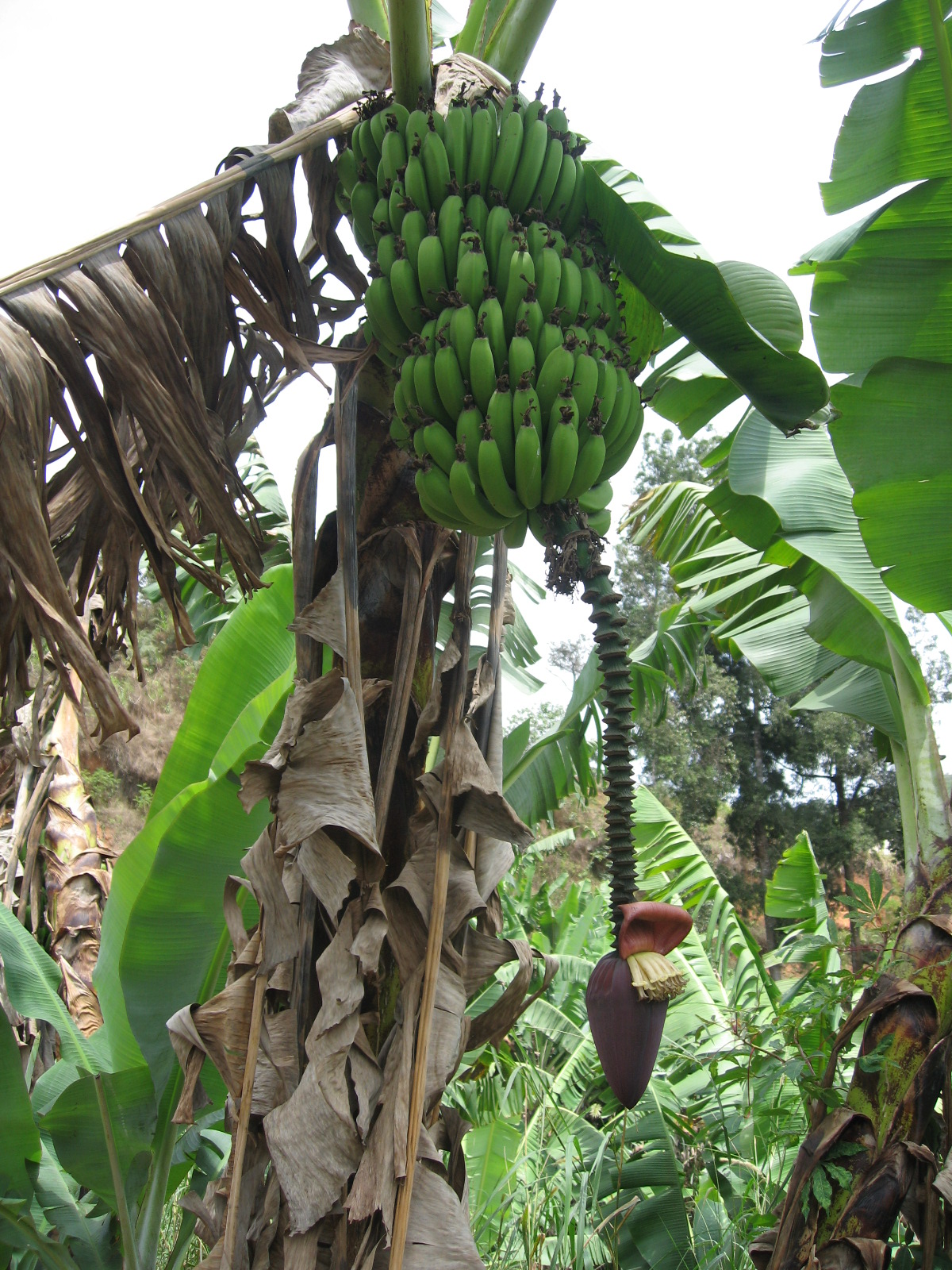
Frutos de Musa en la parte proximal, flores masculinas en la parte distal de la inflorescencia.

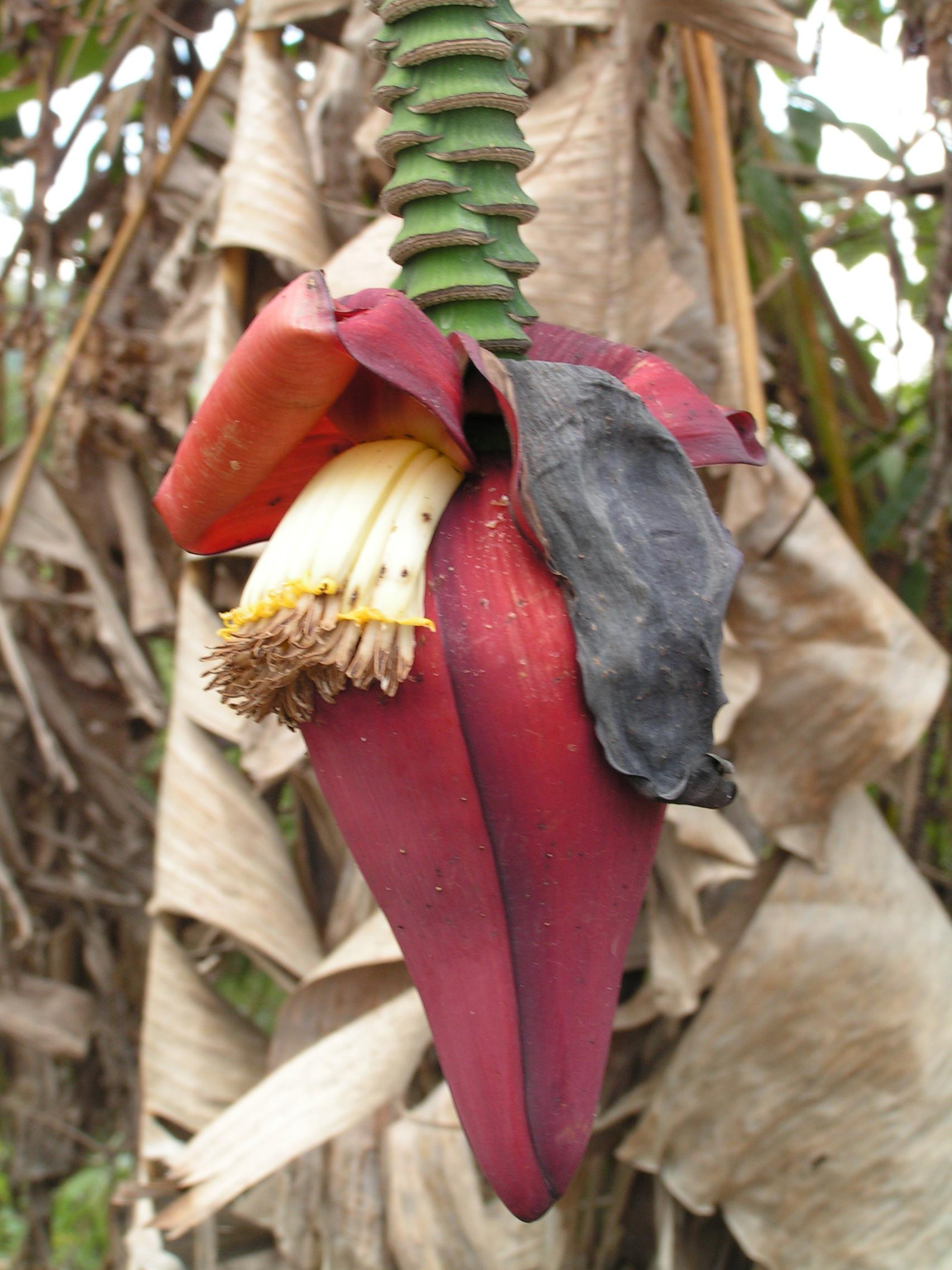
Flores masculinas de Musa.

Las musáceas (nombre científico Musaceae) son una familia de plantas monocotiledóneas conocidas por sus frutos (bananas). La familia fue reconocida por sistemas de clasificación modernos como el sistema de clasificación APG III (2009) y el APWeb (2001 en adelante), donde comprende 41 especies repartidas en 2 géneros (Musa y Ensete). Pueden ser reconocidas porque son hierbas grandes con hojas con pecíolo corto dispuestas en espiral a lo largo del tallo, con las venas secundarias más o menos en ángulo recto con respecto a la vena media. Las brácteas de la inflorescencia son usualmente caducas y la inflorescencia son fascículos de flores sin brácteas. Las flores son monosimétricas y poseen 5 tépalos connados, excepto en la parte adaxial, donde hay un único tépalo libre y profundamente cóncavo. Las especies de mayor importancia económica son las que dan la banana para alimentación.

## Descripción

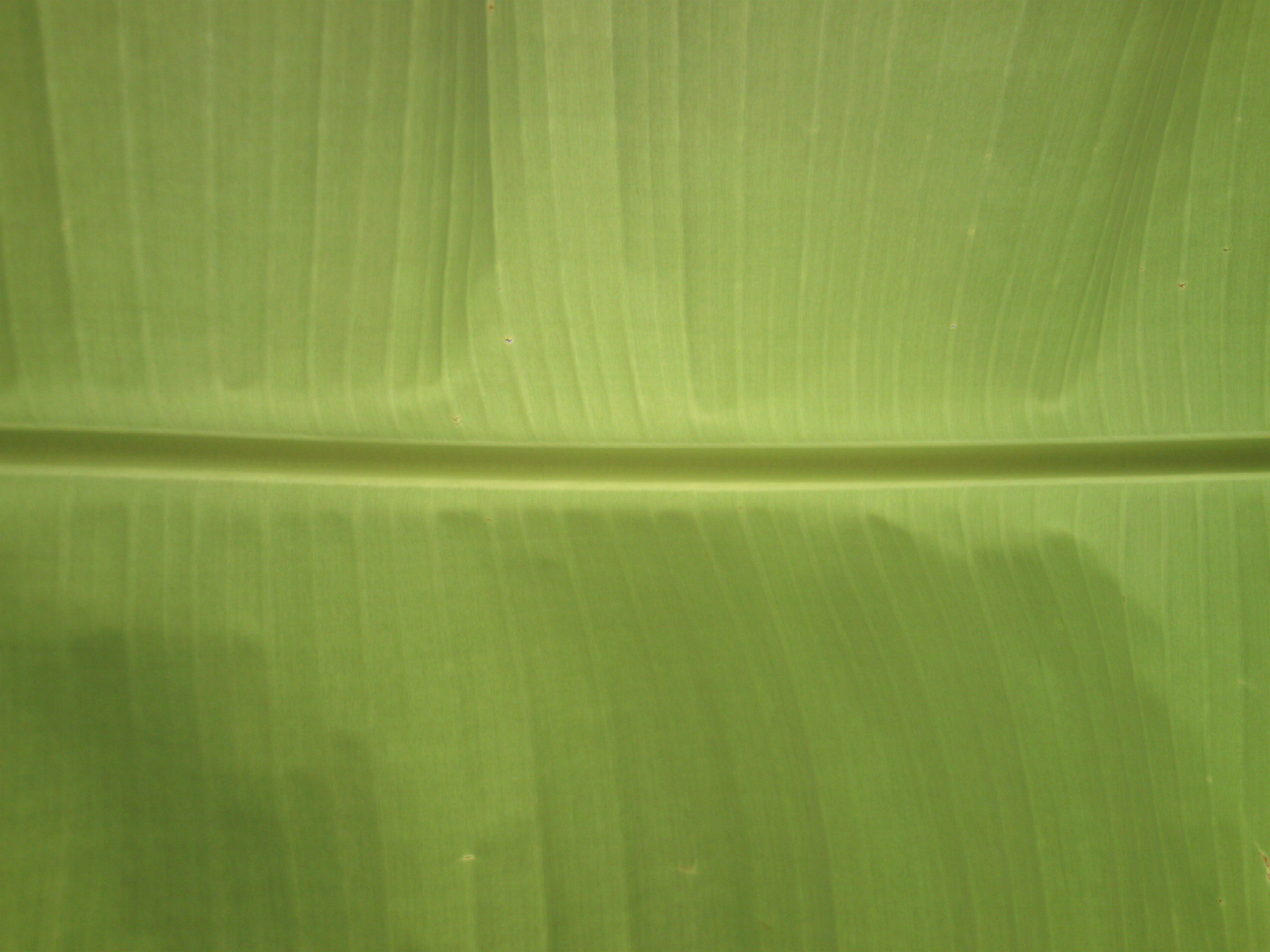
Venación de la hoja de Musa. Nótense las venas secundarias más o menos en ángulo recto con respecto a la vena media: la venación es peni-paralela.

Son plantas herbáceas perennes, generalmente de gran tamaño, a veces parcialmente leñosas. Los tallos son subterráneos, simpodiales, rizomatosos a cormosos, y hapaxánticos.
Presentan hojas basales, espiraladas, grandes, simples, de margen entero, de base envainadora (con las grandes vainas solapándose, formando un pseudotallo) y en Musa (pero no en Ensete) con pecíolo (a veces llamado pseudopecíolo). Las hojas muchas veces rotas en muchas partes de forma perpendicular a la vena principal. La venación es peni-paralela.
Las plantas son monoicas. Las inflorescencias nacen del meristema apical del cormo y crecen dentro de las vainas enrolladas de las hojas. Son un tirso terminal, equivalente a un racimo de cimas monocásicas en espiral y fasciculadas, comúnmente llamadas "mano de banana". Son bracteadas, las brácteas son grandes, coriáceas, cada una encerrando una unidad cimosa fasciculada, las cimas femeninas proximales, las cimas masculinas distales. 
Las flores son ebracteadas, unisexuales, zigomórficas, epíginas. 
El perianto consta de 2 verticilos y es homoclamídeo (los tépalos son iguales), 3 piezas en cada verticilo, los tépalos fusionados (aunque el tépalo interno adaxial usualmente está libre).
El androceo está constituido generalmente por 6 o 5 estambres, si 5 puede haber 1 estaminodio. Los estambres son apostémonos (están separados entre sí y libres de las otras piezas de la flor), el estambre faltante o el estaminodio opuesto al tépalo interno medio adaxial. Las anteras son de dehiscencia longitudinal, ditecas. 
El gineceo es sincarpo (los carpelos fusionados). El ovario es ínfero y trilocular, con 3 carpelos (el carpelo medio es anterior). Los estilos son terminales, la placentación es axilar, los óvulos son anátropos, bitégmicos, numerosos por carpelo. 
Hay nectarios en los septos del ovario, arriba de los lóculos.
El fruto es una baya. Las semillas tienen endosperma y arilos rudimentarios.
Es importante calcular los grados días o grados de calor acumulado por etapa fenológica para su cultivo.
Ver un tratamiento reciente de la familia en Andersson (1998a).

## Diversidad
La diversidad taxonómica de Zingiberales está presentada en la flora global hasta géneros editada por Kubitzki (1998), la de Musaceae en Andersson en Kubitzki (1998a). En cada región hay floras locales, en las regiones hispanoparlantes esperablemente en español, que si se encuentran en la región, describen los Zingiberales y los géneros y especies de Musaceae presentes en la región que la flora abarca, que pueden ser consultadas en instituciones dedicadas a la botánica con bibliotecas accesibles al público como los jardines botánicos. Las floras pueden ser antiguas y no encontrarse en ellas las últimas especies descriptas en la región, por lo que una consulta a la última literatura taxonómica primaria (las últimas monografías taxonómicas, revisiones taxonómicas y los últimos inventarios (checklists) de las especies y géneros en la región) o con un especialista local que esté al tanto de ellas puede ser necesaria. Los últimos volúmenes de las floras más modernas usualmente siguen una clasificación basada en el APG -pueden tener algunas diferencias-, pero muchas familias como pueden encontrarse en floras y volúmenes más antiguos sufrieron cambios importantes en los grupos que las componen o incluso en su concepto taxonómico por lo que una comparación con la circunscripción como aquí dada puede ser necesaria para sincronizarlas.

## Ecología

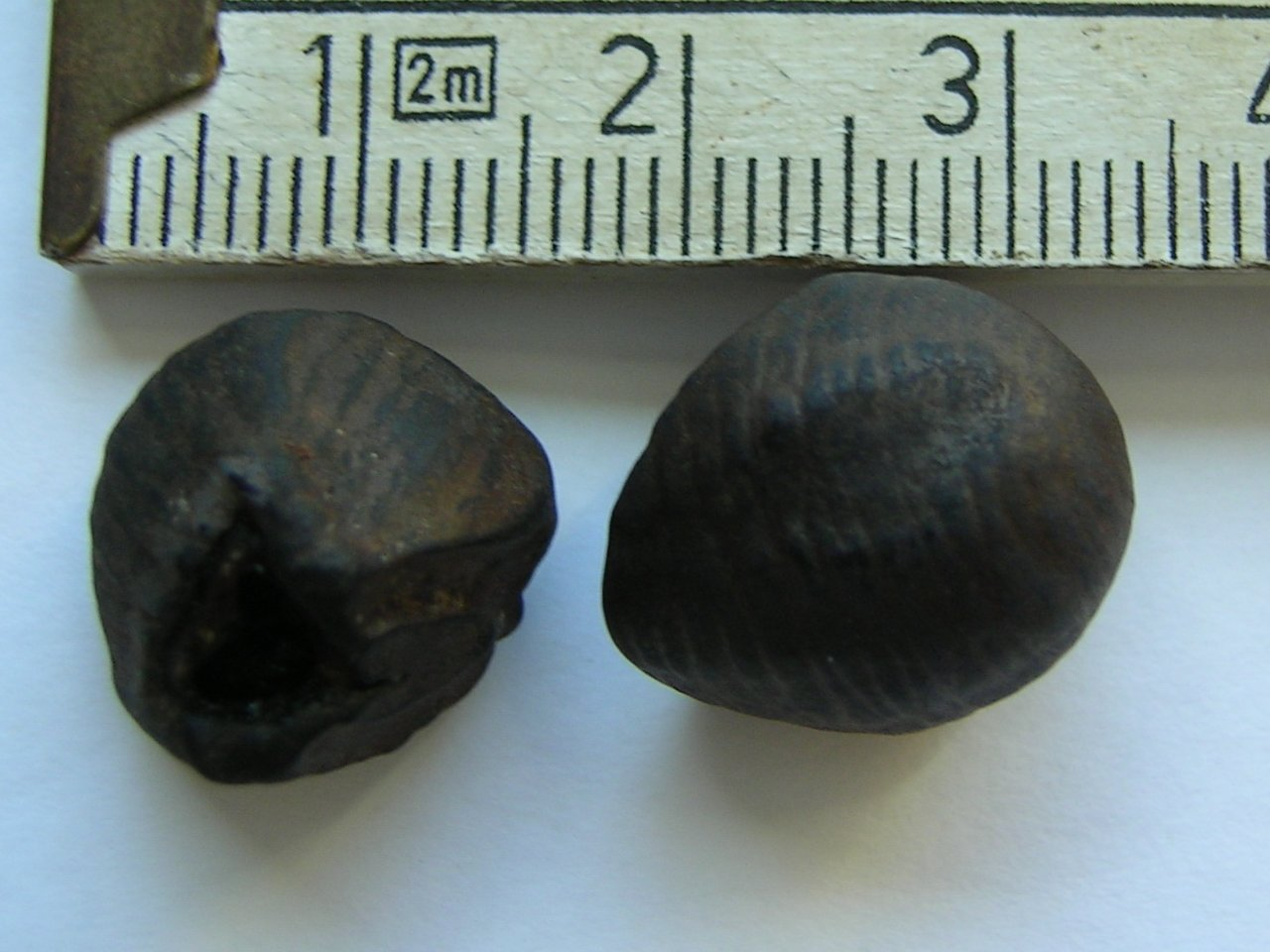
Semillas de Musa.

Es nativa de las regiones tropicales de los Himalayas al sudeste de Asia, las Filipinas, África (incluyendo Madagascar) y el norte de Australia. Naturalizadas en América.
Como en las heliconiáceas, la inflorescencia puede ser erecta o pender, y las flores pueden ser polinizadas por murciélagos o pájaros, y también insectos y escandentios (unos mamíferos)(Nur 1976; Liu et al. 2002; Xue et al. 2005 y referencias).

## Taxonomía
Introducción teórica en Taxonomía
Véase también Filogenia
La familia fue reconocida por el APG III (2009), el Linear APG III (2009) le asignó el número de familia 85. La familia ya había sido reconocida por el APG II (2003).
La raza 4 tropical de Fusarium (R4T)
Ver: Anexo:Géneros y especies de Musaceae

## Evolución
El grupo troncal Musaceae data de unos 87 millones de años, la divergencia dentro del grupo corona data de unos 61 millones de años (Janssen y Bremer 2004), las edades del grupo corona sugeridas por Christelova et al. (2011) son similares, de alrededor de (80.,5-)69,1(-57,8) millones de años (estimaciones "hpd"); Kress y Specht (2006), sin embargo, sugieren una edad de 110 millones de años, mientras Patterson et al. (2004) sugirieron que Musa puede haber divergido hace tanto como 142 millones de años.
Musaceae - Ensete oregonense - es un fósil conocido de depósitos del Eoceno de unos 43 millones de años de edad del oeste de Norteamérica (Manchester y Kress 1993).

## Importancia económica
Los frutos de Musa spp. son una fuente de alimentación (especialmente las especies triploides Musa acuminata y el triploide híbrido Musa × paradisiaca).
Musa textilis y Musa basjoo son utilizadas con fuente de fibra para "twine", textiles, y materiales de construcción.